# Olympische Sommerspiele 1992/Kanu – Einer-Kajak 500 m (Männer)
Die Wettkämpfe im Einer-Kajak über 500 Meter bei den Olympischen Sommerspielen 1992 wurden vom 3. bis 7. August 1992 im spanischen Küstenort Castelldefels ausgetragen.
Olympiasieger wurde der Finne Mikko Kolehmainen, der ein Jahr später auch Weltmeister werden sollte.

## Ergebnisse

### Vorläufe
Die jeweils ersten zwei Boote qualifizierten sich direkt für das Halbfinale, die restlichen Boote für die Hoffnungsläufe.

#### Vorlauf 1
| Rang | Athleten          | Nation             | Zeit        |
| ---- | ----------------- | ------------------ | ----------- |
| 1    | Sjarhej Kalesnik  | Vereintes Team     | 1:40,90 min |
| 2    | Norman Bellingham | Vereinigte Staaten | 1:41,00 min |
| 3    | Knut Holmann      | Norwegen           | 1:41,18 min |
| 4    | Martin Hunter     | Australien         | 1:43,32 min |
| 5    | John MacDonald    | Neuseeland         | 1:44,37 min |
| 6    | Gregorio Vicente  | Spanien            | 1:46,68 min |
| 7    | Simon Parsons     | Großbritannien     | 1:47,50 min |

#### Vorlauf 2
| Rang | Athleten           | Nation    | Zeit        |
| ---- | ------------------ | --------- | ----------- |
| 1    | Roberto Liberato   | Schweiz   | 1:42,02 min |
| 2    | Kalle Sundqvist    | Schweden  | 1:42,40 min |
| 3    | José Garcia        | Portugal  | 1:42,96 min |
| 4    | Patrick Holmes     | Irland    | 1:43,46 min |
| 5    | Zvonimir Krznarić  | Kroatien  | 1:46,46 min |
| 6    | Angel Pérez        | Kuba      | 1:48,32 min |
| 7    | Sebastián Cuattrin | Brasilien | 1:48,86 min |

#### Vorlauf 3
| Rang | Athleten               | Nation   | Zeit        |
| ---- | ---------------------- | -------- | ----------- |
| 1    | Mikko Kolehmainen      | Finnland | 1:41,13 min |
| 2    | Daniele Scarpa         | Italien  | 1:41,41 min |
| 3    | Zsolt Gyulay           | Ungarn   | 1:41,78 min |
| 4    | Grzegorz Kotowicz      | Polen    | 1:44,58 min |
| 5    | Enrique Leite          | Uruguay  | 1:49,49 min |
| 6    | Roberto Heinze Flamand | Mexiko   | 1:51,06 min |

#### Vorlauf 4
| Rang | Athleten        | Nation                        | Zeit        |
| ---- | --------------- | ----------------------------- | ----------- |
| 1    | Renn Crichlow   | Kanada                        | 1:41,39 min |
| 2    | Marin Popescu   | Rumänien                      | 1:41,69 min |
| 3    | Artūras Vieta   | Litauen                       | 1:41,96 min |
| 4    | Attila Szabó    | Tschechoslowakei              | 1:44,85 min |
| 5    | Willem van Riet | Südafrika                     | 1:47,98 min |
| 6    | Žarko Vekić     | Unabhängige Olympiateilnehmer | 1:51,44 min |
| 7    | Anisi           | Indonesien                    | 1:51,96 min |
| 8    | Kang Ki-jin     | Südkorea                      | 1:52,22 min |

### Hoffnungsläufe
Die ersten drei Boote der jeweiligen Hoffnungsläufe und der schnellere Vierte erreichten das Halbfinale.

#### Hoffnungslauf 1
| Rang | Athleten          | Nation                        | Zeit        |
| ---- | ----------------- | ----------------------------- | ----------- |
| 1    | Knut Holmann      | Norwegen                      | 1:40,36 min |
| 2    | Artūras Vieta     | Litauen                       | 1:41,04 min |
| 3    | Grzegorz Kotowicz | Polen                         | 1:41,68 min |
| 4    | Gregorio Vicente  | Spanien                       | 1:41,72 min |
| 5    | Zvonimir Krznarić | Kroatien                      | 1:43,40 min |
| 6    | Žarko Vekić       | Unabhängige Olympiateilnehmer | 1:55,32 min |

#### Hoffnungslauf 2
| Rang | Athleten      | Nation           | Zeit        |
| ---- | ------------- | ---------------- | ----------- |
| 1    | Angel Pérez   | Kuba             | 1:41,28 min |
| 2    | Attila Szabó  | Tschechoslowakei | 1:41,40 min |
| 3    | José Garcia   | Portugal         | 1:41,84 min |
| 4    | Martin Hunter | Australien       | 1:42,00 min |
| 5    | Simon Parsons | Großbritannien   | 1:46,32 min |
| 6    | Enrique Leite | Uruguay          | 1:49,00 min |
| 7    | Anisi         | Indonesien       | 1:51,69 min |

#### Hoffnungslauf 3
| Rang | Athleten               | Nation     | Zeit        |
| ---- | ---------------------- | ---------- | ----------- |
| 1    | Zsolt Gyulay           | Ungarn     | 1:41,44 min |
| 2    | John MacDonald         | Neuseeland | 1:43,24 min |
| 3    | Patrick Holmes         | Irland     | 1:43,96 min |
| 4    | Willem van Riet        | Südafrika  | 1:46,33 min |
| 5    | Sebastián Cuattrin     | Brasilien  | 1:46,56 min |
| 6    | Roberto Heinze Flamand | Mexiko     | 1:47,76 min |
| 7    | Kang Ki-jin            | Südkorea   | 1:51,64 min |

### Halbfinalläufe
Die ersten vier Boote des jeweiligen Halbfinals und der zeitbessere Fünfte erreichten das Finale.

#### Halbfinale 1
| Rang | Athleten          | Nation           | Zeit        |
| ---- | ----------------- | ---------------- | ----------- |
| 1    | Mikko Kolehmainen | Finnland         | 1:41,52 min |
| 2    | Marin Popescu     | Rumänien         | 1:41,83 min |
| 3    | Knut Holmann      | Norwegen         | 1:41,96 min |
| 4    | Sjarhej Kalesnik  | Vereintes Team   | 1:42,20 min |
| 5    | Zsolt Gyulay      | Ungarn           | 1:42,70 min |
| 6    | Kalle Sundqvist   | Schweden         | 1:42,90 min |
| 7    | Attila Szabó      | Tschechoslowakei | 1:42,99 min |
| 8    | Grzegorz Kotowicz | Polen            | 1:43,70 min |
| 9    | Patrick Holmes    | Irland           | 1:45,11 min |

#### Halbfinale 2
| Rang | Athleten          | Nation             | Zeit        |
| ---- | ----------------- | ------------------ | ----------- |
| 1    | Norman Bellingham | Vereinigte Staaten | 1:41,48 min |
| 2    | Daniele Scarpa    | Italien            | 1:42,07 min |
| 3    | Artūras Vieta     | Litauen            | 1:42,09 min |
| 4    | Roberto Liberato  | Schweiz            | 1:42,82 min |
| 5    | Renn Crichlow     | Kanada             | 1:43,06 min |
| 6    | John MacDonald    | Neuseeland         | 1:43,41 min |
| 7    | Gregorio Vicente  | Spanien            | 1:43,53 min |
| 8    | Angel Pérez       | Kuba               | 1:43,94 min |
| 9    | José Garcia       | Portugal           | 1:45,88 min |

### Finale
| Rang | Athleten          | Nation             | Zeit        |
| ---- | ----------------- | ------------------ | ----------- |
| 1    | Mikko Kolehmainen | Finnland           | 1:40,34 min |
| 2    | Zsolt Gyulay      | Ungarn             | 1:40,64 min |
| 3    | Knut Holmann      | Norwegen           | 1:40,71 min |
| 4    | Norman Bellingham | Vereinigte Staaten | 1:40,84 min |
| 5    | Sjarhej Kalesnik  | Vereintes Team     | 1:40,90 min |
| 6    | Roberto Liberato  | Schweiz            | 1:41,98 min |
| 7    | Daniele Scarpa    | Italien            | 1:42,00 min |
| 8    | Marin Popescu     | Rumänien           | 1:42,24 min |
| 9    | Artūras Vieta     | Litauen            | 1:42,34 min |